# 埃斯库图
埃斯库图（法語：Escoutoux，法語發音：[ɛskutu]）是法国多姆山省的一个市镇，属于蒂耶尔区。

## 地理
埃斯库图（45°49'10"N, 3°33'48"E）面积27.4 平方千米，位于法国奥弗涅-罗讷-阿尔卑斯大区多姆山省，该省份为法国中南部省份，北起阿列省接壤，东临卢瓦尔省，南至上盧瓦爾省和康塔爾省，西接科雷兹省和克勒兹省。
与埃斯库图接壤的市镇（或旧市镇、城区）包括：迪罗勒河畔塞勒、库尔皮耶尔、多尔河畔内龙德、佩沙杜瓦尔、圣阿加特、蒂耶爾、沃洛尔城。

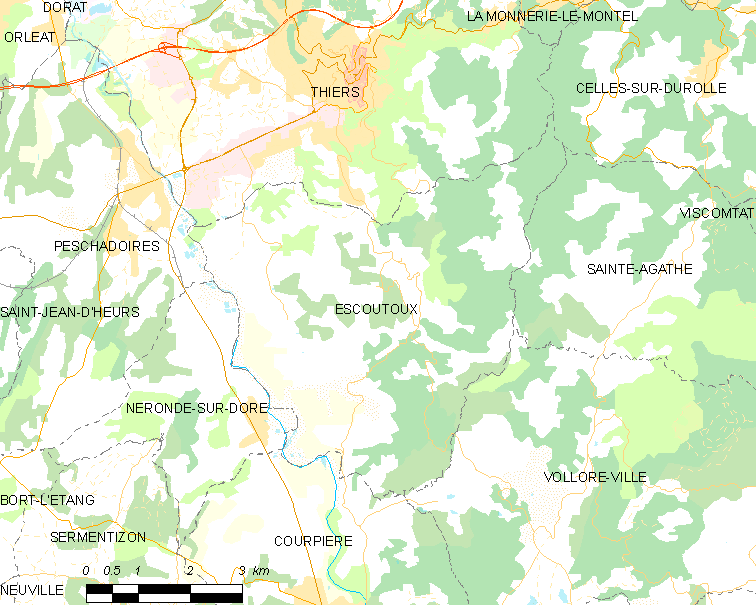
埃斯库图的OSM定位图

埃斯库图的时区为UTC+01:00、UTC+02:00（夏令时）。

## 行政
埃斯库图的邮政编码为63300，INSEE市镇编码为63151。

## 政治
埃斯库图所属的省级选区为蒂耶尔县。

## 人口

1962-2008年间埃斯库图人口变化图示

埃斯库图于2022年1月1日时的人口数量为1355人。